# 拉馬達·星星
伊斯坦大·拉馬達·星星（—1932年），又譯拉馬達·仙仙，是生活於日治臺灣今臺東縣海端鄉一帶的布農族人，以長期對抗日本政權壓迫聞名。

## 生平
1914年，拉馬達·星星入侵位於六龜的警察單位。
1926年，他在今六龜、寶來一帶和有關當局簽約談判，隨後以兩天時間趕回臺東暗殺日本籍人士。
1932年，他發動「大關山事件」，狙擊檜谷駐在所3名警察，造成2人死亡1人重傷；後來，他在同年底遭警察逮捕處決。

## 後代
他育有四子一女；記載中四子同遭警察處決，女兒被准許留下傳宗接代。事實上，其中一個兒子被親戚藏起來且更改名字躲避滿門抄斬。外孫於高雄縣，內孫於南投縣信義鄉。

## 延伸閱讀
- 誰是 Lamata Sinsin ？ —海端鄉拉瑪他星星紀念碑，Langus‧Lavalian（邱夢蘋），頁58-61，原教界2015年10月號65期，政大原住民族研究中心
- 拉馬達星星紀念碑的多種說法 - 臺灣人文及社會科學引文索引資料庫 （页面存档备份，存于）

## 外部連結
- 布農抗日大分事件逾1世紀 後裔談看法 2015-08-04 TITV 原視新聞